# 오스트리아의 맥주

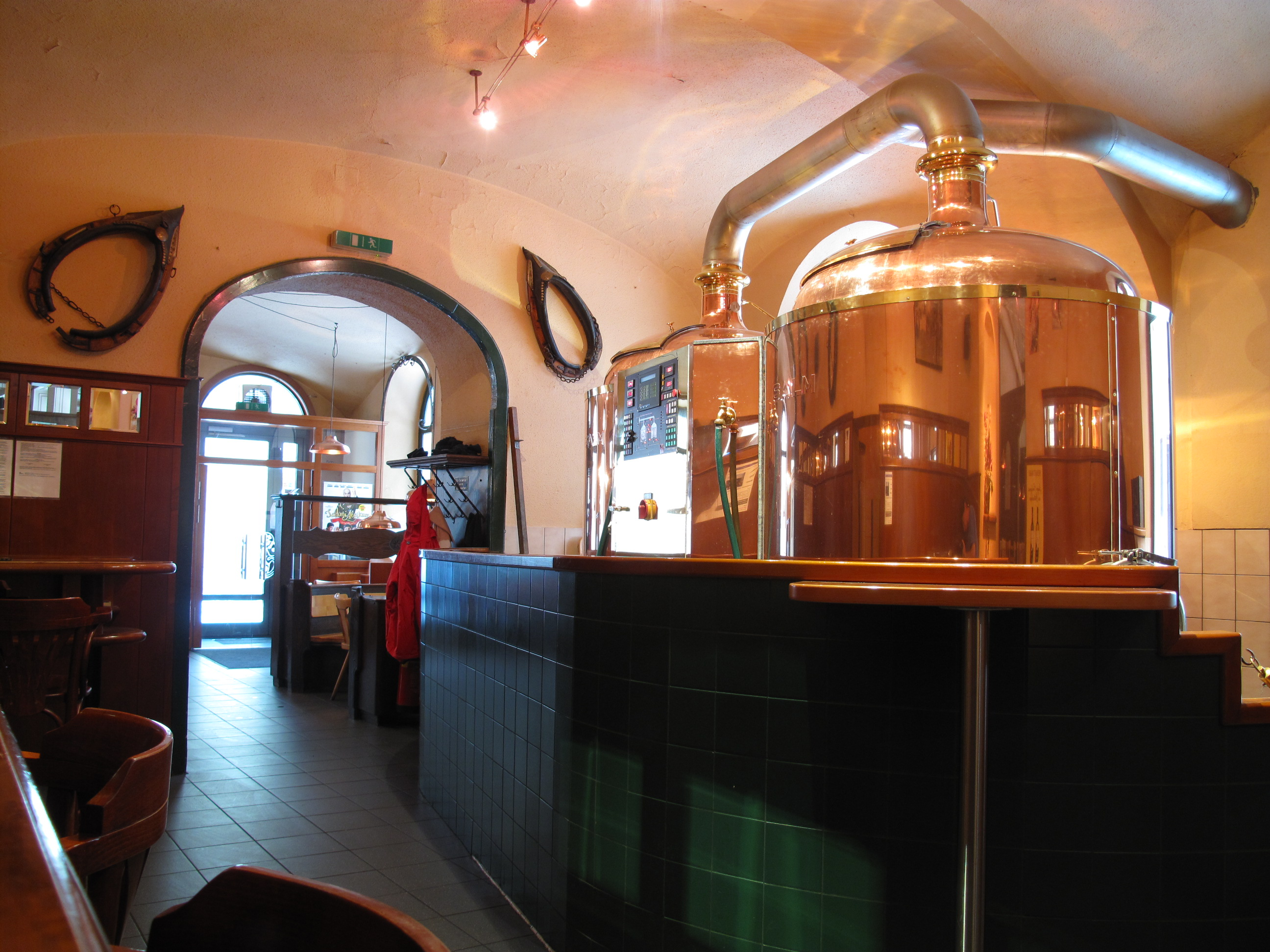
비엔나의 대표적인 마이크로 브루어리인 비덴 브라우. 대부분 구리로 만든 양조 장비는 고객을 위한 테이블로 둘러싸여 있는 경우가 많으며, 시설의 중심에 있다.

오스트리아의 맥주는 다양한 스타일로 제공된다. 오스트리아 전역에는 소규모 양조장이 많지만 일부 대형 양조장이 시장을 지배하고 있다. 가장 일반적인 맥주는 메르젠 맥주이다.